# Godod
Godod (Bayan ng Godod) är en kommun i Filippinerna. Kommunen ligger på ön Mindanao, och tillhör provinsen Zamboanga del Norte. Folkmängden uppgår till 15 139 invånare.

## Barangayer
Godod är indelat i 17 barangayer.
| - Baluno - Banuangan - Bunawan - Dilucot - Dipopor - Guisapong - Limbonga (Limboangan) - Lomogom - Mauswagon | - Miampic - Poblacion - Raba - Rambon - San Pedro - Sarawagan - Sianan - Sioran |